# David Readman
David Readman (Burnley, 6 luglio 1970) è un cantante britannico.

## Biografia
Milita dal 1994 (anno in cui subentrò ad Andi Deris) nei Pink Cream 69, incidendo con loro 7 album. Vanta numerose partecipazioni come cantante principale, come ospite o come corista su dischi di svariati artisti: D. C. Cooper, Silent Force, Missa Mercuria, Adagio, etc.
Nel 2007 pubblica il suo primo omonimo album solista, mentre tra il 2008 e il 2009 incide il disco Voodoo Circle del gruppo omonimo di Axel Beyrodt.

## Discografia

### Da solista
- 2007 - David Readman

### Con i Pink Cream 69
- 1994 - Change
- 1997 - Food For Thought
- 1998 - Electrified
- 2000 - Sonic Dynamite
- 2001 - Endangered
- 2004 - Thunderdome
- 2007 - In10sity

### Altre collaborazioni
- 1995 - Misha Calvin - Evolution II (come Dave Twose)
- 1999 - D. C. Cooper - D. C. Cooper
- 2000 - Silent Force - The Empire of Future
- 2000 - Wicked Sensation - Wicked Sensation EP
- 2001 - Adagio - Sanctus Ignis
- 2002 - Missa Mercuria
- 2003 - Adagio - Underworld
- 2004 - Adagio - A Band In Upperworld
- 2005 - Place Vendome - Place Vendome
- 2006 - Andersen/Laine/Readman - III (Three)
- 2007 - Eden's Curse - Eden's Curse
- 2015 - Room Experience - Room Experience